# Niebel (Treuenbrietzen)
Niebel ist ein Ortsteil der Stadt Treuenbrietzen im Landkreis Potsdam-Mittelmark in Brandenburg.

## Geographische Lage und Gliederung
Niebel liegt nordöstlich des Stadtzentrums. Im Norden befinden sich der Ortsteil Buchholz der Stadt Beelitz sowie der Treuenbrietzener Ortsteil Lühsdorf. Es folgen im Uhrzeigersinn der Ortsteil Kemnitz der Gemeinde Nuthe-Urstromtal, der Ortsteil Niebelhorst, Felgentreu (zu Nuthe-Urstromtal), Bardenitz, das Stadtzentrum sowie der Ortsteil Schlalach der Gemeinde Mühlenfließ. Nördlich ist ein Waldgebiet, die Ramboldtheide; südlich befindet sich das Naturschutzgebiet Zarth. Die Gemarkung erstreckt sich im Wesentlichen östlich der Bundesstraße 2, die am westlichen Rand in Nord-Süd-Richtung durch den Ort verläuft. Von ihr geht in östlicher Richtung die Niebler Dorfstraße ab, die – abgesehen von einem nördlich parallel verlaufenden Landweg –  die einzige nennenswerte Verbindung zu den Nachbargemeinden im Osten darstellt. Im östlichen Teil durchquert die Nieplitz, ein linker Nebenfluss der Nuthe, das Gebiet.

## Geschichte
Über die Frühgeschichte des Ortes ist bislang nicht viel überliefert. Bei Ausgrabungen wurden Spuren slawischer Siedlungstätigkeit nachgewiesen. 1345 wurde das Dorf als Villam Nywal als Besitz derer von Lindow erstmals erwähnt. 1576 kaufte es der brandenburgische Jurist Johann von Köppen den „Bürgern Treuenbrietzens“ ab, doch der Ort gelangte bereits nach nur drei Jahren wieder in den Besitz der Stadt. Diese errichtete noch im gleichen Jahr das östlich gelegene Vorwerk Niebelhorst. 1587 verkaufte die Stadt erneut die Gemarkung, dieses Mal für 4800 Taler an den Ritter Eustachius von Erxleben. Der Verkauf erwies sich jedoch als problematisch, denn von Erxleben übte das Kirchenpatronat nicht in der vorgeschriebenen Weise aus. Er bestellte sowohl Pfarrer in die Gemeinde, die mit der Pfarrkirche in Treuenbrietzen nicht in Verbindung standen oder verweigerte den Geistlichen den vereinbarten Zehnt. Ebenso kam es zu Streitigkeiten um die vertraglich zugesicherte Nutzung der Wiesen und Wälder. Im Laufe der Jahrhunderte änderte sich durch Kriege und Brände die Siedlungsform und aus der ursprünglichen Wallanlage wurde mit der Zeit ein Rundangerdorf. 1860 kam es erneut zu einem Großbrand, bei der zahlreiche Höfe zerstört wurden. Nach dieser Katastrophe bauten die Einwohner den Ort als Straßendorf neu auf. 1895 rissen sie die baufällig gewordene Fachwerkkirche ab und errichteten 1896 im neogotischen Stil die Dorfkirche Niebel. 1925 gab es Überlegungen, Niebel und Niebelhorst nach Buchholz einzupfarren. Dies wurde nach Protesten der Kirchengemeinden jedoch nicht weiter verfolgt. Mit Wirkung zum 29. November 1929 gründete sich die Freiwillige Feuerwehr. Sie errichteten 1936 ein Feuerwehrhaus östlich der Kirche. 2002 wurde der Ort nach Treuenbrietzen eingemeindet. 2012 errichtete die Freiwillige Feuerwehr auf ihrem Feuerwehrhaus eine Nisthilfe für Weißstörche.

## Sehenswürdigkeiten
- Dorfkirche Niebel: Der Sakralbau aus dem Jahr 1896 wurde aus rötlichen Mauerstein errichtet. In seinem Innern steht unter anderem ein Schnitzaltar aus der Zeit um 1478/1480.
- Landschaftsschutzgebiet Nuthetal-Beelitzer Sander
- FFH-Gebiet Obere Nieplitz
- mehrere Eichenalleen, eine Binnendüne sowie Streuobstwiesen im Norden der Gemarkung

## Wirtschaft, Bildung und Kultur, Infrastruktur

### Wirtschaft
Im Ort existieren mehrere landwirtschaftliche Betriebe, darunter ein Gartenbaubetrieb. Im Sekundärsektor sind mehrere Handwerksbetriebe wie ein Trockenbauer, ein Malerbetrieb, ein Metallbauer, ein Unternehmen zur Dachbegrünung sowie eine Autoscheune aktiv. Ein Steuerberater bietet seine Dienstleistungen an. Im Ort existiert eine Tierarztpraxis.

### Bildung und Kultur
- Das kulturelle Leben spielt sich rund um das Dorfgemeinschaftshaus mit Spielplatz ab. Es wird durch einen Bolzplatz ergänzt, der sich östlich der Siedlung befindet.
- Ein Wanderweg führt von Norden kommend über die Binnendüne an der Kirche vorbei nach Niebelhorst.
- Der Verein Prima Klima – Klimaschutz durch Landschaftsschutz setzt sich beim Bau von Windkraftanlagen dafür ein, „Naturschutzbelange zu beachten und weniger Eignungsflächen auszuweisen“[5].

### Sage vom Lindwurm auf dem Lindberg
Rund zwei Kilometer nordöstlich des Dorfzentrums befindet sich der rund 64,7 m hohe Lindenberg. Einer Sage zufolge war er vor langer Zeit dreimal so hoch und stark bewaldet. In einer Höhle lebte der mächtige Lindwurm. Wenn er aus seinem Winterschlaf erwachte, zog er ins Tal nach Niebel und fraß den dortigen Bauern die Kühe weg. Eines Tages kam ein Fremder nach Niebel, der den Lindwurm vernichten wollte. Er transportierte über den Winter hinweg große Mengen Reisig auf den Lindberg und zündete es an, so dass der Lindwurm verbrannte. Als Dank stellten die Bauern in der Dorfkirche ein Bild für ihren Retter am Altar auf. Über 200 Jahre stand es dort, bis es schließlich – vom Holzwurm zerstört – auf dem Dachboden zwischengelagert wurde. Bei einer Einquartierung erwarb es ein Soldat und nahm es mit nach Frankreich. Nun gilt es, auf dem Lindberg einen Würmling zu erlegen.

### Verkehr
Durch den Ort verläuft in Nord-Süd-Richtung die Bundesstraße 2. Die Buslinie 546 eines im öffentlichen Auftrag tätigen Transportunternehmers verbindet den Ortsteil mit Treuenbrietzen und Beelitz.